# Saison 1 de Speechless
Chronologie
Saison 2
Cet article présente le guide des épisodes de la première saison de la série télévisée américaine Speechless.

## Généralités
- Aux États-Unis, la saison a été diffusée du 21 octobre 2016 au 17 mai 2017 sur le réseau ABC.
- Le 29 septembre 2016, ABC commande neuf épisodes supplémentaires, soit une saison complète de 22 épisodes[1],[2].
- Le 13 décembre 2016, ABC prolonge la saison d'un épisode supplémentaires portant finalement la saison à 23 épisodes[3].

## Distribution

### Acteurs principaux
- Minnie Driver (VF : Marie Bouvier) : Maya DiMeo
- John Ross Bowie (VF : Olivier Chauvel) : Jimmy DiMeo
- Mason Cook (VF : Kaycie Chase) : Ray DiMeo
- Micah Fowler (en) : J.J. DiMeo
- Kyla Kenedy (VF : Lisa Caruso) : Dylan DiMeo
- Cedric Yarbrough (VF : Bernard Métraux) : Kenneth

### Acteurs récurrents et invités
- Marin Hinkle (VF : Natacha Muller) : Dr Miller
- Lukita Maxwell (VF : Caroline Combes) : Jillian
- Jonathan Slavin (en) (VF : Franck Capillery) : M. Powers
- McKaley Miller : Claire
- David Lengel (VF : Laurent Maurel) : Tad

## Épisodes

### Épisode 1: Titre français inconnu (P-i-Pilot)
- États-Unis : 21 septembre 2016 sur ABC[4]

- États-Unis : 7,38 millions de téléspectateurs[5] (première diffusion)

### Épisode 2: Titre français inconnu (N-e-New A-i-Aide)
- États-Unis : 28 septembre 2016 sur ABC

- États-Unis : 6,43 millions de téléspectateurs[6] (première diffusion)

### Épisode 3: Titre français inconnu (B-o-n-Bonfire)
- États-Unis : 5 octobre 2016 sur ABC

- États-Unis : 6,03 millions de téléspectateurs[7] (première diffusion)

### Épisode 4: Titre français inconnu (I-N-S--Inspirations)
- États-Unis : 12 octobre 2016 sur ABC

- États-Unis : 6,03 millions de téléspectateurs[8] (première diffusion)

### Épisode 5: Titre français inconnu (H-a-l--Halloween)
- États-Unis : 26 octobre 2016 sur ABC

- États-Unis : 5,85 millions de téléspectateurs[9] (première diffusion)

### Épisode 6: Titre français inconnu (D-a-T-E--Date?)
- États-Unis : 9 novembre 2016 sur ABC

- États-Unis : 5,64 millions de téléspectateurs[10] (première diffusion)

### Épisode 7: Titre français inconnu (T-H-a--Thanksgiving)
- États-Unis : 16 novembre 2016 sur ABC

- États-Unis : 5,72 millions de téléspectateurs[11] (première diffusion)

### Épisode 8: Titre français inconnu (R-A-Y-C--Ray-Cation)
- États-Unis : 30 novembre 2016 sur ABC

- États-Unis : 4,98 millions de téléspectateurs[12] (première diffusion)

### Épisode 9: Titre français inconnu (S-l-e-Sled Hockey)
- États-Unis : 7 décembre 2016 sur ABC

- États-Unis : 4,59 millions de téléspectateurs[13] (première diffusion)

### Épisode 10: Titre français inconnu (C-h-o-Choir)
- États-Unis : 14 décembre 2016 sur ABC

- États-Unis : 5,46 millions de téléspectateurs[14] (première diffusion)

### Épisode 11: Titre français inconnu (R-o-Road T-r-Trip)
- États-Unis : 4 janvier 2017 sur ABC

- États-Unis : 5,75 millions de téléspectateurs[15] (première diffusion)

### Épisode 12: Titre français inconnu (H-e-r-Hero)
- États-Unis : 11 janvier 2017 sur ABC

- États-Unis : 5,93 millions de téléspectateurs[16] (première diffusion)

- Jim O'Heir (Stu)

### Épisode 13: Titre français inconnu (S-i-Sick D-a-Day)
- États-Unis : 18 janvier 2017 sur ABC

- États-Unis : 5,39 millions de téléspectateurs[17] (première diffusion)

### Épisode 14: Titre français inconnu (V-a-l-Valentine's D-a-Day)
- États-Unis : 8 février 2017 sur ABC

- États-Unis : 5,54 millions de téléspectateurs[18] (première diffusion)

### Épisode 15: Titre français inconnu (T-h-The C-l-Club)
- États-Unis : 15 février 2017 sur ABC

- États-Unis : 5,64 millions de téléspectateurs[19] (première diffusion)

### Épisode 16: Titre français inconnu (O-s-Oscar P-a-Party)
- États-Unis : 22 février 2017 sur ABC

- États-Unis : 5,34 millions de téléspectateurs[20] (première diffusion)

### Épisode 17: Titre français inconnu (S-u-r-Surprise)
- États-Unis : 8 mars 2017 sur ABC

- États-Unis : 4,99 millions de téléspectateurs[21] (première diffusion)

### Épisode 18: Titre français inconnu (D-i-Ding)
- États-Unis : 15 mars 2017 sur ABC

- États-Unis : 4,63 millions de téléspectateurs[22] (première diffusion)

### Épisode 19: Titre français inconnu (C-h-Cheater!)
- États-Unis : 5 avril 2017 sur ABC

- États-Unis : 4,75 millions de téléspectateurs[23] (première diffusion)

### Épisode 20: Titre français inconnu (R-u-n-Runaway)
- États-Unis : 26 avril 2017 sur ABC

- États-Unis : 4,45 millions de téléspectateurs[24] (première diffusion)

### Épisode 21: Titre français inconnu (P-r-Prom)
- États-Unis : 3 mai 2017 sur ABC

- États-Unis : 4,41 millions de téléspectateurs[25] (première diffusion)

### Épisode 22: Titre français inconnu (M-a-May-Jay)
- États-Unis : 10 mai 2017 sur ABC

- États-Unis : 4,28 millions de téléspectateurs[26] (première diffusion)

### Épisode 23: Titre français inconnu (C-a-Camp)
- États-Unis : 17 mai 2017 sur ABC[27]

- États-Unis : 4,52 millions de téléspectateurs[28] (première diffusion)